# Jimmy Hollywood
Jimmy Hollywood ist eine Filmkomödie mit Joe Pesci und Christian Slater aus dem Jahr 1994.

## Handlung
Jimmy Alto träumt seit Jahren davon, Schauspieler zu werden. Er ist mit William befreundet, der unter einer Kopfverletzung und resultierenden Gedächtnisproblemen leidet. Jimmy wird seines Autoradios bestohlen und beschließt selbst den Dieb zu fassen. Bei der Ergreifung filmt William alles und sie bringen den Dieb geknebelt vor das Polizeirevier. Als am nächsten Tag dies in den Nachrichten kommt, beschließen die beiden weiterzumachen.

## Kritiken
- Roger Ebert lobte in der Chicago Sun-Times den „wundervollen“ Filmanfang. Später würde der Film schlechter. Ebert lobte die Darstellungen von Joe Pesci, Christian Slater und Victoria Abril.[1]
- Desson Howe schrieb in der Washington Post, dass der Film zum Teil wie eine „Traumfabrik-Version“ von Falling Down – Ein ganz normaler Tag wirke. Der Charakter von Jimmy Alto sei unglaubwürdig. Victoria Abril sei ein vielversprechendes komödiantisches Talent.[2]

## Hintergrund
Die Produktion der Komödie kostete ungefähr 20 Millionen US-Dollar.